# BBC America
BBC America é um canal de televisão americano , programado e operado pela BBC Worldwide e em colaboração com a AMC Networks International. Foi inaugurado em 29 de março de 1988 como uma emissora de TV a cabo.

## Programação

### Programação Atual
- afterlife*
- Bargain Hunt
- BBC World News America
- Cash in the Attic
- The Catherine Tate Show
- Changing Rooms
- Coupling (UK)
- Daily Cooks*
- Doctor Who
- Gordon Ramsay's The F Word*
- Footballers' Wives*
- Hell's Kitchen (UK)*
- In The City*
- Hollyoaks*
- Hotel Babylon
- House Invaders
- How Clean Is Your House?* (UK Version)
- Life On Mars
- Little Britain
- Location, Location, Location*
- Look Around You
- Mile High*
- My Family
- The Naked Chef
- Ramsay's Kitchen Nightmares*
- Robin Hood
- Supernanny (UK)*
- Orphan Black (Co-production with the Space channel)
- Torchwood
- What Not to Wear
- Whose Line Is It Anyway? (UK)*
- Weakest Link (UK)

### Antiga Programação
- As Time Goes By
- Are You Being Served?
- The Avengers*
- Benny Hill
- EastEnders
- Goodness Gracious Me
- Hex*
- Keeping Up Appearances
- The Kumars at No. 42
- Monty Python's Flying Circus
- Murphy's Law
- My Hero
- So Graham Norton*
- Waterloo Road
- Wire in the Blood*
- Fawlty Towers